# 九峰山鹅观草
九峰山鹅观草（学名：Roegneria alashanica var. jufinshanica）为禾本科鹅观草属下的一个变种。产自内蒙古。生于海拔2000米左右的高山地。模式标本采自内蒙古大青山一九峰山。